# Alan John Steele
Alan John Steele, né le 11 avril 1916 à Bellshill dans le Lanarkshire en Écosse et mort en 2004, est un universitaire britannique. 

## Biographie
Il effectue sa scolarité secondaire à la Royal Grammar School de Newcastle-upon-Tyne et à l'école secondaire de Blyth. 
Il fait ses études supérieures en langue et littérature françaises à l'université d'Édimbourg puis à Grenoble et à Paris.
Au cours de la Seconde Guerre mondiale il sert dans la Marine, en Algérie, en Italie et en Grèce. 
En 1946, il est assistant en français à l'université d'Édimbourg, où il devient maître de conférence en 1947. 
Il est directeur des études de 1949 à 1960. 
En 1961, il devient professeur des universités.